# 世尊寺行季
世尊寺 行季（せそんじ ゆきすえ、文明8年（1476年） - 享禄5年2月11日（1532年3月17日））は、戦国時代の公卿・書家。世尊寺家の最後の当主。参議・世尊寺行康の養子。実は権大納言・清水谷実久の子。官位は正二位・参議。

## 経歴
文明10年（1478年）世尊寺行康が嗣子なく没したことから、清水谷実久が藤原行成以来の書道の家が絶えてしまうことを惜しんで、奏請して実子の行季に世尊寺家を継がせた。
永正9年（1512年）書進年中行事賞により従三位に叙せられ公卿に列す。刑部卿を経て、永正13年（1516年）正三位・参議に叙任される。永正15年（1518年）参議を辞すが、永正18年（1521年）従二位に昇進し、享禄2年（1529年）正二位に至る。
享禄5年（1532年）2月11日薨去。享年57。跡継ぎはなく、世尊寺家は行季の十七代で断絶した。このため、朝廷の書役は世尊寺流の筆頭門人格であった持明院基春の持明院流に受け継がれた。

## 真筆
- 『古今文字讃』写本（国立国語研究所蔵本）。文亀6年（1503年）に三条西実隆が世尊寺行季に書写させたもの[2]。

## 官歴
『諸家伝』による。
- 永正8年（1511年） 8月10日：正四位下
- 永正9年（1512年） 12月29日：従三位（書進年中行事賞）
- 永正12年（1515年） 日付不詳：刑部卿
- 永正13年（1516年） 4月7日：正三位。6月24日：参議
- 永正15年（1518年） 6月23日：辞参議
- 永正18年（1521年） 4月15日：従二位
- 大永4年（1524年） 3月1日：侍従
- 享禄2年（1529年） 9月27日：正二位
- 享禄5年（1532年） 2月11日：薨去